# Sukabakti (Naringgul)
Sukabakti is een bestuurslaag in het regentschap Cianjur van de provincie West-Java, Indonesië. Sukabakti telt 3754 inwoners (volkstelling 2010).